# 青箱斋琴谱
《青箱齋琴譜》，古琴譜，清同治五年左右，浙江王鵬高輯。

## 琴譜介紹
首卷琴論，包括轉絃和指法。卷一至卷四爲三十六首琴曲譜，包括和絃調弄。譜無特點，惟《昇平春色》一曲或係創作。《平沙落雁》兩曲係李玉峯父子不同之譜。